# František Zoubek Prokš
František Zoubek Prokš (* 1889 in Šternberk; auch: Frantisek Zoubek oder Frantisek Zoubec) war ein tschechischer Fußballtrainer.

## Werdegang
Zoubek zog im Jahre 1904 mit seiner Familie aus dem osttschechischen Šternberk nach Prag. Zwischen 1906 und 1920 spielte er für die Prager Vereine Slavoj Žižkov, FK Viktoria Žižkov, Sparta Prag und ČAFC Vinohrady. Anschließend startete er seine Trainerkarriere in der Saison 1920/21 bei Hajduk Split. Er wirkte in den 1920er und frühen 1930er Jahren in drei Amtszeiten als Trainer von Arminia Bielefeld. Seine erste Amtszeit hatte er in der Saison 1922/23, wo die Bielefelder durch einen 4:3-Sieg nach Verlängerung gegen TuRU Düsseldorf westdeutscher Meister wurden. In der Endrunde um die deutsche Meisterschaft scheiterte die Arminia in der ersten Runde mit 1:2 nach Verlängerung an Union Oberschöneweide. Die zweite Amtszeit in der Saison 1924/25 endete bereits Ende Oktober 1924. Die dritte und gleichzeitig längste Amtszeit begann 1926. Mit den Bielefeldern wurde Zoubek 1927 und 1933 jeweils Westfalenmeister und 1932 Westfalenpokalsieger durch ein 3:1 gegen den VfL Osnabrück. Darüber hinaus schafften die Bielefelder die Qualifikation für die neu geschaffene Gauliga Westfalen.
In den Spielzeiten 1923/24 und 1924/25 trainierte er den spanischen Club RCD Mallorca. Von 1931 bis 1935 wirkte Zoubek beim slowakischen Club SK Baťa Zlín und 1937 beim Teplitzer FK. 1939 wurde er ein weiteres Mal Trainer bei Arminia Bielefeld.